# پارکوکسیب
پارکوکسیب (انگلیسی: Parecoxib) که با نام تجاری Dynastat فروخته می‌شود، یک پیش‌داروی محلول در آب و تزریقی از والدکوکسیب است. پارکوکسیب یک مهارکننده انتخابی COX2 است و قابل تزریق است. این دارو در بسیاری از اروپا برای کنترل کوتاه مدت درد پس از عمل تایید شده است.
پارکوکسیب در سال ۱۹۹۶ میلادی ثبت اختراع شد و در سال ۲۰۰۲ برای استفاده پزشکی تایید شد.
پارکوکسیب نخستین مهارکننده انتخابی COX-2 تزریقی است که برای استفاده بالینی در مدیریت درد موجود است. نخستین اثر ضد درد محسوس آن در عرض هفت تا سیزده دقیقه رخ می‌دهد، با بی‌دردی معنی‌دار بالینی در عرض بیست و سه تا سی و نه دقیقه و حداکثر اثر آن در عرض دو ساعت پس از تجویز دوزهای منفرد ۴۰ میلی‌گرم با تزریق IV یا IM مشاهده می‌شود.